# 忠臣蔵 (1932年の映画)
『忠臣蔵』（ちゅうしんぐら）は、1932年（昭和7年）12月1日公開の日本映画である。松竹製作・配給。監督・脚本は衣笠貞之助。モノクロ、スタンダード、139分。
忠臣蔵映画の中では初のトーキー映画で、松竹オールキャスト・製作日数80日・総製作費は（当時の金額の）8万円で製作された。前篇の「赤穂京の巻」、後篇の「江戸の巻」の2部構成で、公開時は3時間半ほど（全20巻）の作品だったが、現存するのは東京国立近代美術館フィルムセンター所蔵の139分尺のポジフィルムのみである。第9回キネマ旬報ベスト・テン第3位。

## スタッフ
- 監督・原作・脚本：衣笠貞之助
- 企画：大谷竹次郎、白井松次郎
- 企画補助：白井信太郎、城戸四郎、井上重正
- 撮影：杉山公平
- 舞台意匠：吉川観方
- 作曲指揮：塩尻清八
- 作曲選曲：杵屋正一郎
- 録音：土橋武夫
- 顧問：大森痴雪

## キャスト
- 大石内蔵之助：阪東寿三郎
- 浅野内匠頭 / 吉田沢右衛門：林長二郎
- 脇坂淡路守 / 垣見五郎兵衛：市川右太衛門
- 勝田新左衛門：坂東好太郎
- 大石瀬左衛門：高田浩吉
- 吉良上野介：上山草人
- 柳沢出羽守：岡譲二
- 大野九郎兵衛：岩田祐吉
- 千阪兵部：藤野秀夫
- 大石主税：滝口新太郎
- 小林平八郎：尾上栄五郎
- 堀部弥兵衛：野寺正一
- 大久保権右衛門：武田春郎
- 斎藤宮内：新井淳
- 笠原長太郎：押本映治
- 上杉綱憲：島田嘉七
- 加藤遠江守：結城一朗
- 矢頭右衛門七：阪東寿之助
- 大野九十郎：実川正三郎
- 間十次郎：小笠原章二郎
- 小山源五左衛門：関操
- 大竹重兵衛：志賀靖郎
- 片岡源五右衛門：坪井哲
- 上杉家家老：高堂國典
- 不破数右衛門：斎藤達雄
- 外村源左衛門：小林十九二
- 幇間狸六：日守新一
- 大高源吾：大山健二
- 梶川與惣兵衛：宮島健一
- 碇床主人：小倉繁
- 進藤源四郎：高松錦之助
- 大野家用人：小泉嘉輔
- 清水一学：中村吉松
- 堀部安兵衛：小林重四郎
- 多門傳八郎：沢井三郎
- 韋駄天の猪公：広田昴
- 千阪家用人：永井柳太郎
- 江戸っ子の熊公：山路義人
- 早水藤左衛門：日下部龍馬
- 神崎与五郎：冬木京三
- 貝賀助右衛門：中村福松
- 大野派の梶村：石原須磨男
- 碇床小僧：三井秀夫、阿部正三郎
- 餓鬼大将：突貫小僧
- 大三郎：菅原秀雄
- 八重：田中絹代
- 瑤泉院：川崎弘子
- 芸妓小妻：飯塚敏子
- おるい：岡田嘉子
- お陸：川田芳子
- 不破の妻縫：飯田蝶子
- 浮橋太夫：八雲恵美子
- 戸田局：柳さく子
- おるいの母親：鈴木歌子
- 勝田の妻光：千早晶子
- 大野九十郎の妻：井上久榮
- 芸妓信香：河上君栄
- 右衛門七の母親くに：中川芳江